# Ernst Foreth
Ernst Foreth (24 febbraio 1925 – 9 marzo 1999) è stato un calciatore austriaco, di ruolo difensore.

## Carriera

### Club
Ha sempre giocato per club austriaci.

### Nazionale
Ha collezionato 3 presenze in Nazionale